# 加利福尼亞州，內華達山脈之中

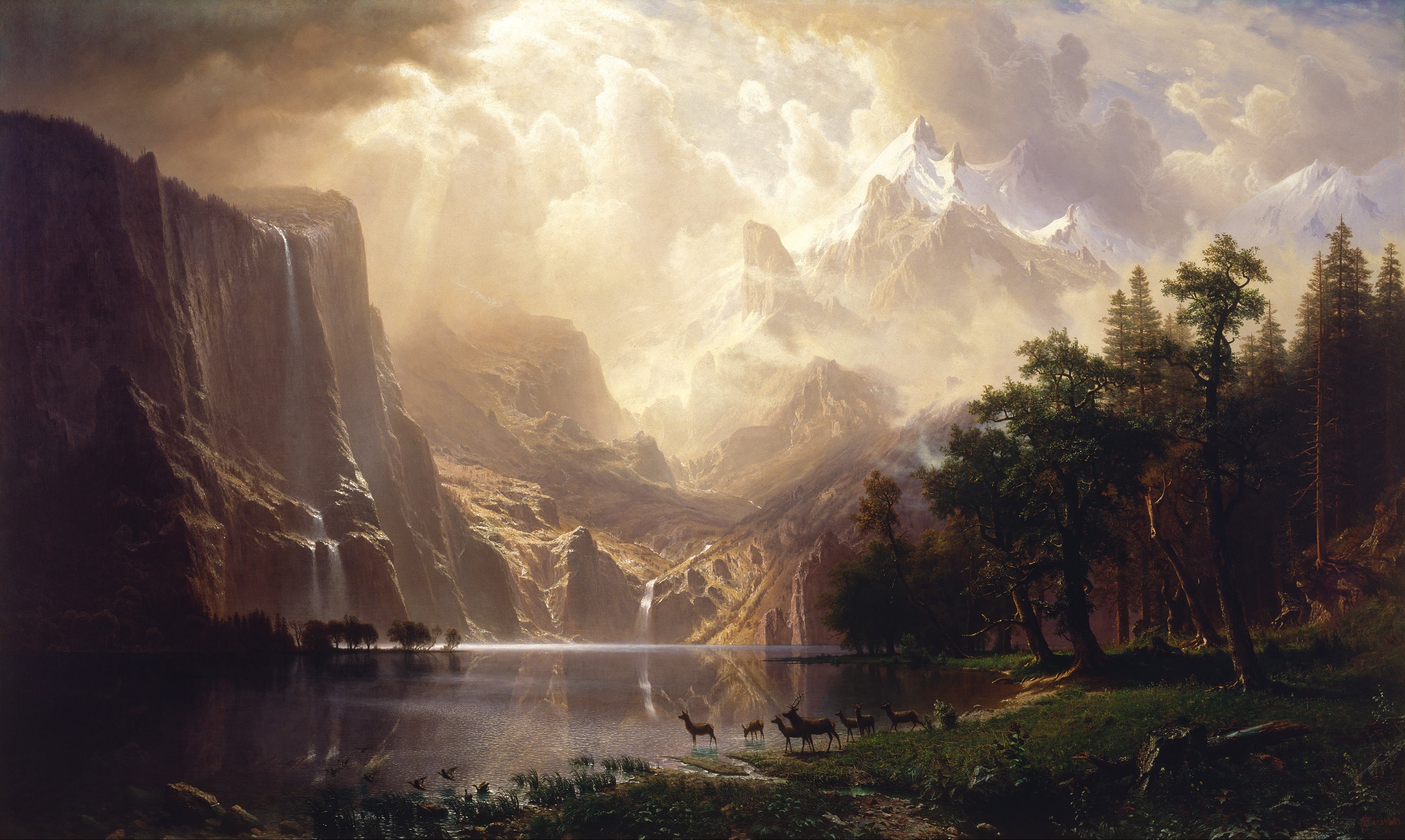
《加利福尼亞州，內華達山脈之中》

《加利福尼亞州，內華達山脈之中》（英語：Among the Sierra Nevada, California）是德裔美籍畫家阿爾伯特·比爾施塔特於1868年創作的油畫作品。該作品描繪了美國西部內華達山脈的雄偉景象。該畫作在比爾施塔特位於羅馬的工作室中被創作，隨後在歐洲各地巡展，激起了許多歐洲人對美國西部的興趣。該畫作作為19世紀風景畫的代表，現藏於華盛頓特區的史密森尼美國藝術博物館